# Verein für Leibesübungen Bochum 1848 1982-1983
Questa voce raccoglie le informazioni riguardanti il Verein für Leibesübungen Bochum 1848 nelle competizioni ufficiali della stagione 1982-1983.

## Stagione
Nella stagione 1982-1983 il Bochum, allenato da Rolf Schafstall, concluse il campionato di Bundesliga al 13º posto. In Coppa di Germania il Bochum fu eliminato ai quarti di finale dal Borussia Dortmund.

## Rosa
| N. |                     | Ruolo | Calciatore      |
| -- | ------------------- | ----- | --------------- |
|    | Germania (bandiera) | P     | Reinhard Mager  |
|    | Germania (bandiera) | P     | Ralf Zumdick    |
|    | Germania (bandiera) | D     | Dieter Bast     |
|    | Germania (bandiera) | D     | Hermann Gerland |
|    | Germania (bandiera) | D     | Michael Jakobs  |
|    | Germania (bandiera) | D     | Heinz Knüwe     |
|    | Germania (bandiera) | D     | Bernd Storck    |
|    | Germania (bandiera) | D     | Lothar Woelk    |
|    | Croazia (bandiera)  | D     | Ivan Žugčić     |
|    | Germania (bandiera) | C     | Andreas Bordan  |
|    | Germania (bandiera) | C     | Dieter Kramer   |

| N. |                     | Ruolo | Calciatore         |
| -- | ------------------- | ----- | ------------------ |
|    | Germania (bandiera) | C     | Detlef Krella      |
|    | Germania (bandiera) | C     | Michael Kühn       |
|    | Germania (bandiera) | C     | Ata Lameck         |
|    | Germania (bandiera) | C     | Walter Oswald      |
|    | Germania (bandiera) | C     | Wolfgang Patzke    |
|    | Germania (bandiera) | C     | Reinhold Zagorny   |
|    | Svezia (bandiera)   | A     | Thomas Andersson   |
|    | Germania (bandiera) | A     | Frank Benatelli    |
|    | Germania (bandiera) | A     | Frank Islacker     |
|    | Germania (bandiera) | A     | Stefan Pater       |
|    | Germania (bandiera) | A     | Christian Schreier |

## Organigramma societario
Area tecnica
- Allenatore: Rolf Schafstall
- Allenatore in seconda:
- Preparatore dei portieri:
- Preparatori atletici:

## Calciomercato

### Sessione estiva
| Acquisti | Acquisti       | Acquisti          | Acquisti |
| R.       | Nome           | da                | Modalità |
| -------- | -------------- | ----------------- | -------- |
| C        | Andreas Bordan | Bochum (juniores) |          |
| A        | Frank Islacker | Bochum II         |          |
| C        | Dieter Kramer  | Amburgo           |          |
| C        | Detlef Krella  | Bochum (juniores) |          |

| Cessioni | Cessioni          | Cessioni               | Cessioni |
| R.       | Nome              | a                      | Modalità |
| -------- | ----------------- | ---------------------- | -------- |
| A        | Hans-Joachim Abel | Schalke 04             |          |
| C        | Rolf Blau         | Hertha Berlino         |          |
| A        | Frank Eggeling    | Eintracht Braunschweig |          |
| A        | Dieter Lemke      | Fortuna Colonia        |          |

### Sessione invernale
| Acquisti | Acquisti         | Acquisti | Acquisti |
| R.       | Nome             | da       | Modalità |
| -------- | ---------------- | -------- | -------- |
| A        | Thomas Andersson | Vasalund |          |

| Cessioni | Cessioni       | Cessioni         | Cessioni |
| R.       | Nome           | a                | Modalità |
| -------- | -------------- | ---------------- | -------- |
| C        | Ulrich Bittorf | Bayer Leverkusen |          |

## Risultati

### Bundesliga

#### Girone di andata
| Arbitro: | Walz |

|                               |           |  |
| Wenzel 40’ (rig.), 74’ (rig.) | Marcatori |  |

| Arbitro: | Horeis |

|  |           |            |
|  | Marcatori | 54’ Becker |

| Arbitro: | Schmidhuber |

|             |           |  |
| Hörster 25’ | Marcatori |  |

| Arbitro: | Retzmann |

|          |           |                 |
| Knüwe 2’ | Marcatori | 55’ Grillemeier |

| Arbitro: | Osmers |

|  |           |           |
|  | Marcatori | 49’ Pater |

| Arbitro: | Clajus |

|  |           |                       |
|  | Marcatori | 48’ Keute 65’ Zavišić |

| Bochum 25 settembre 1982, ore 15:30 CEST 7ª giornata | Bochum | 0 – 0 referto | Bayern Monaco | Ruhrstadion (28 000 spett.)\| Arbitro: \| Roth \| |
| Arbitro:                                             | Roth   |               |               |                                                   |

| Amburgo 2 ottobre 1982, ore 15:30 CET 8ª giornata | Amburgo | 0 – 0 referto | Bochum | Volksparkstadion (17 000 spett.)\| Arbitro: \| Neuner \| |
| Arbitro:                                          | Neuner  |               |        |                                                          |

| Arbitro: | Assenmacher |

|                                 |           |          |
| Patzke 49’ Pater 74’ Oswald 83’ | Marcatori | 9’ Bruns |

| Arbitro: | Theobald |

|                                                      |           |                                       |
| Allgöwer 6’, 81’ Förster 20’ Reichert 44’ Kelsch 89’ | Marcatori | 58’ (rig.) Woelk 74’ (aut.) Schlierer |

| Arbitro: | Messmer |

|                                               |           |  |
| Oswald 43’ Schreier 54’, 81’ Woelk 89’ (rig.) | Marcatori |  |

| Arbitro: | Walz |

|                                      |           |            |
| Littbarski 50’, 72’ Fischer 66’, 69’ | Marcatori | 73’ Storck |

| Arbitro: | Heitmann |

|            |           |            |
| Oswald 55’ | Marcatori | 29’ Allofs |

| Arbitro: | Eschweiler |

|                                        |           |            |
| Burgsmüller 20’ Koch 35’ Abramczik 55’ | Marcatori | 64’ Patzke |

| Arbitro: | Brückner |

|                      |           |          |
| Patzke 56’ Knüwe 90’ | Marcatori | 68’ Abel |

| Arbitro: | Barnick |

|          |           |              |
| Heck 61’ | Marcatori | 42’ Schreier |

| Arbitro: | Hontheim |

|            |           |                        |
| Lameck 27’ | Marcatori | 65’ Okudera 72’ Völler |

#### Girone di ritorno
| Arbitro: | Stäglich |

|                                 |           |           |
| Pater 56’ Patzke 71’ Lameck 83’ | Marcatori | 63’ Weikl |

| Karlsruhe 29 gennaio 1983, ore 15:30 CET 19ª giornata | Karlsruhe   | 0 – 0 referto | Bochum | Wildparkstadion (11 000 spett.)\| Arbitro: \| Schmidhuber \| |
| Arbitro:                                              | Schmidhuber |               |        |                                                              |

| Arbitro: | Pauly |

|                          |           |               |
| Patzke 31’, 73’ Kühn 90’ | Marcatori | 29’, 42’ Vöge |

| Arbitro: | Wippker |

|           |           |              |
| Riedl 85’ | Marcatori | 45’ Schreier |

| Arbitro: | Umbach |

|                     |           |                               |
| Schreier 10’ (rig.) | Marcatori | 21’ Sziedat 67’ (rig.) Körbel |

| Arbitro: | Brehm |

|  |           |                        |
|  | Marcatori | 69’ Schreier 73’ Pater |

| Arbitro: | Martino |

|                                                 |           |  |
| Breitner 57’ (rig.) Del'Haye 62’ Rummenigge 64’ | Marcatori |  |

| Arbitro: | Engel |

|            |           |             |
| Patzke 62’ | Marcatori | 23’ Hartwig |

| Arbitro: | Huster |

|                                  |           |           |
| Reich 5’ Hannes 19’ Matthäus 81’ | Marcatori | 42’ Knüwe |

| Arbitro: | Dellwing |

|                     |           |                      |
| Kühn 60’ Lameck 80’ | Marcatori | 22’ Allgöwer 83’ Six |

| Arbitro: | Tritschler |

|          |           |           |
| Mohr 79’ | Marcatori | 41’ Knüwe |

| Bochum 30 aprile 1983, ore 15:30 CEST 29ª giornata | Bochum  | 0 – 0 referto | Colonia | Ruhrstadion (18 000 spett.)\| Arbitro: \| Barnick \| |
| Arbitro:                                           | Barnick |               |         |                                                      |

| Arbitro: | Gabor |

|             |           |  |
| Briegel 10’ | Marcatori |  |

| Arbitro: | Horeis |

|                       |           |                         |
| Patzke 43’ Oswald 83’ | Marcatori | 12’ Klotz 86’ Abramczik |

| Arbitro: | Assenmacher |

|                    |           |  |
| Abel 57’ Opitz 90’ | Marcatori |  |

| Arbitro: | Wiesel |

|                                                                 |           |  |
| Pater 5’, 87’ Bast 19’ Schreier 42’ (rig.) Jakobs 47’ Knüwe 85’ | Marcatori |  |

| Arbitro: | Klauser |

|                                      |           |                         |
| Völler 17’ Reinders 49’ Siegmann 74’ | Marcatori | 13’ Schreier 62’ Krella |

### Coppa di Germania
| Arbitro: | Wippker |

|                              |           |          |
| Woelk 7’ Knüwe 9’ Storck 59’ | Marcatori | 80’ Groß |

| Arbitro: | Ahlenfelder |

|            |           |            |
| Krause 79’ | Marcatori | 76’ Lameck |

| Arbitro: | Stark |

|                                                        |           |           |
| Schreier 26’, 56’, 65’ Bittorf 71’ Bast 85’ Krella 90’ | Marcatori | 83’ Golak |

| Arbitro: | Ulm |

|                |           |                             |
| Alt 13’ (rig.) | Marcatori | 50’ Schreier 54’, 78’ Knüwe |

| Arbitro: | Messmer |

|                                         |           |           |
| Keser 11’ Răducanu 114’ Schmedding 118’ | Marcatori | 73’ Pater |

## Statistiche

### Statistiche di squadra
| Competizione      | Punti | In casa | In casa | In casa | In casa | In casa | In casa | In trasferta | In trasferta | In trasferta | In trasferta | In trasferta | In trasferta | Totale | Totale | Totale | Totale | Totale | Totale | DR |
| Competizione      | Punti | G       | V       | N       | P       | Gf      | Gs      | G            | V            | N            | P            | Gf           | Gs           | G      | V      | N      | P      | Gf     | Gs     | DR |
| ----------------- | ----- | ------- | ------- | ------- | ------- | ------- | ------- | ------------ | ------------ | ------------ | ------------ | ------------ | ------------ | ------ | ------ | ------ | ------ | ------ | ------ | -- |
| Bundesliga        | 28    | 17      | 6       | 7       | 4       | 30      | 19      | 17           | 2            | 5            | 10           | 13           | 30           | 34     | 8      | 12     | 14     | 43     | 49     | -6 |
| Coppa di Germania | -     | 2       | 2       | 0       | 0       | 9       | 2       | 3            | 1            | 1            | 1            | 5            | 5            | 5      | 3      | 1      | 1      | 14     | 7      | +7 |
| Totale            | 28    | 19      | 8       | 7       | 4       | 39      | 21      | 20           | 3            | 6            | 11           | 18           | 35           | 39     | 11     | 13     | 15     | 57     | 56     | +1 |

### Andamento in campionato
| Giornata  | 1  | 2  | 3  | 4  | 5  | 6  | 7  | 8  | 9  | 10 | 11 | 12 | 13 | 14 | 15 | 16 | 17 | 18 | 19 | 20 | 21 | 22 | 23 | 24 | 25 | 26 | 27 | 28 | 29 | 30 | 31 | 32 | 33 | 34 |
| --------- | -- | -- | -- | -- | -- | -- | -- | -- | -- | -- | -- | -- | -- | -- | -- | -- | -- | -- | -- | -- | -- | -- | -- | -- | -- | -- | -- | -- | -- | -- | -- | -- | -- | -- |
| Luogo     | T  | C  | T  | C  | T  | C  | C  | T  | C  | T  | C  | T  | C  | T  | C  | T  | C  | C  | T  | C  | T  | C  | T  | T  | C  | T  | C  | T  | C  | T  | C  | T  | C  | T  |
| Risultato | P  | P  | P  | N  | V  | P  | N  | N  | V  | P  | V  | P  | N  | P  | V  | N  | P  | V  | N  | V  | N  | P  | V  | P  | N  | P  | N  | N  | N  | P  | N  | P  | V  | P  |
| Posizione | 18 | 17 | 18 | 18 | 14 | 16 | 15 | 14 | 13 | 14 | 12 | 12 | 12 | 13 | 12 | 12 | 13 | 11 | 11 | 8  | 10 | 11 | 9  | 9  | 10 | 11 | 12 | 10 | 11 | 12 | 10 | 12 | 10 | 13 |

Legenda:

Luogo: C = Casa; T = Trasferta. Risultato: V = Vittoria; N = Pareggio; P = Sconfitta.

### Statistiche dei giocatori
| Giocatore    | Bundesliga | Bundesliga | Bundesliga  | Bundesliga | Coppa di Germania | Coppa di Germania | Coppa di Germania | Coppa di Germania | Totale   | Totale | Totale      | Totale     |
| Giocatore    | Presenze   | Reti       | Ammonizioni | Espulsioni | Presenze          | Reti              | Ammonizioni       | Espulsioni        | Presenze | Reti   | Ammonizioni | Espulsioni |
| ------------ | ---------- | ---------- | ----------- | ---------- | ----------------- | ----------------- | ----------------- | ----------------- | -------- | ------ | ----------- | ---------- |
| T. Andersson | 5          | 0          | 0           | 0          | 0                 | 0                 | 0                 | 0                 | 5        | 0      | 0           | 0          |
| D. Bast      | 34         | 1          | 3           | 0          | 5                 | 1                 | 0                 | 0                 | 39       | 2      | 3           | 0          |
| F. Benatelli | 8          | 0          | 0           | 0          | 0                 | 0                 | 0                 | 0                 | 8        | 0      | 0           | 0          |
| U. Bittorf   | 10         | 0          | 0           | 0          | 2                 | 1                 | 0                 | 0                 | 12       | 1      | 0           | 0          |
| A. Bordan    | 3          | 0          | 0           | 0          | 1                 | 0                 | 0                 | 0                 | 4        | 0      | 0           | 0          |
| H. Gerland   | 3          | 0          | 0           | 0          | 1                 | 0                 | 0                 | 0                 | 4        | 0      | 0           | 0          |
| F. Islacker  | 3          | 0          | 0           | 0          | 0                 | 0                 | 0                 | 0                 | 3        | 0      | 0           | 0          |
| M. Jakobs    | 32         | 1          | 2           | 0          | 5                 | 0                 | 0                 | 0                 | 37       | 1      | 2           | 0          |
| H. Knüwe     | 33         | 5          | 3           | 0          | 5                 | 3                 | 1                 | 0                 | 38       | 8      | 4           | 0          |
| D. Kramer    | 6          | 0          | 2           | 0          | 1                 | 0                 | 0                 | 0                 | 7        | 0      | 2           | 0          |
| D. Krella    | 16         | 1          | 1           | 0          | 2                 | 1                 | 0                 | 0                 | 18       | 2      | 1           | 0          |
| M. Kühn      | 9          | 2          | 2           | 0          | 3                 | 0                 | 0                 | 0                 | 12       | 2      | 2           | 0          |
| A. Lameck    | 34         | 3          | 1           | 0          | 5                 | 1                 | 0                 | 0                 | 39       | 4      | 1           | 0          |
| R. Mager     | 1          | 0          | 0           | 0          | 0                 | 0                 | 0                 | 0                 | 1        | 0      | 0           | 0          |
| W. Oswald    | 32         | 4          | 6           | 0          | 4                 | 0                 | 0                 | 0                 | 36       | 4      | 6           | 0          |
| S. Pater     | 32         | 6          | 1           | 0          | 3                 | 1                 | 0                 | 0                 | 35       | 7      | 1           | 0          |
| W. Patzke    | 31         | 8          | 3           | 0          | 4                 | 0                 | 1                 | 0                 | 35       | 8      | 4           | 0          |
| C. Schreier  | 33         | 8          | 0           | 0          | 5                 | 4                 | 0                 | 0                 | 38       | 12     | 0           | 0          |
| B. Storck    | 21         | 1          | 4           | 0          | 5                 | 1                 | 0                 | 0                 | 26       | 2      | 4           | 0          |
| L. Woelk     | 34         | 2          | 4           | 0          | 5                 | 1                 | 1                 | 0                 | 39       | 3      | 5           | 0          |
| R. Zagorny   | 1          | 0          | 0           | 0          | 0                 | 0                 | 0                 | 0                 | 1        | 0      | 0           | 0          |
| R. Zumdick   | 33         | 0          | 0           | 0          | 5                 | 0                 | 0                 | 0                 | 38       | 0      | 0           | 0          |
| I. Žugčić    | 14         | 0          | 0           | 0          | 2                 | 0                 | 0                 | 0                 | 16       | 0      | 0           | 0          |